# Woodbine (Texas)
Woodbine è una comunità non incorporata degli Stati Uniti d'America della contea di Cooke nello Stato del Texas.